# Powiat Enz
Powiat Enz (niem. Enzkeis) – powiat w Niemczech, w  kraju związkowym Badenia-Wirtembergia, w rejencji Karlsruhe, w regionie Nordschwarzwald. Stolicą powiatu jest miasto na prawach powiatu Pforzheim, które do powiatu jednak nie należy. Sąsiaduje z powiatami: Karlsruhe, Heilbronn, Ludwigsburg, Böblingen i Calw.

## Podział administracyjny
W skład powiatu Enz wchodzi:
- pięć gmin miejskich (Stadt)
- 23 gminy wiejskie (Gemeinde)
- trzy wspólnoty administracyjne (Vereinbarte Verwaltungsgemeinschaft)
- cztery związki gmin (Gemeindeverwaltungsverband)

Miasta:
| Lp. | Nazwa miasta | Ludność (31.12.2010) | Powierzchnia km² |
| --- | ------------ | -------------------- | ---------------- |
| 1   | Heimsheim    | 5.439                | 14,32            |
| 2   | Knittlingen  | 7.617                | 26,33            |
| 3   | Maulbronn    | 6.514                | 25,44            |
| 4   | Mühlacker    | 25.369               | 54,32            |
| 5   | Neuenbürg    | 7.518                | 28,17            |

Gminy wiejskie:
| Lp. | Nazwa gminy         | Ludność (31.12.2010) | Powierzchnia km² |
| --- | ------------------- | -------------------- | ---------------- |
| 1   | Birkenfeld          | 10.600               | 19,04            |
| 2   | Eisingen            | 4.485                | 8,03             |
| 3   | Engelsbrand         | 4.260                | 15,19            |
| 4   | Friolzheim          | 3.629                | 8,54             |
| 5   | Illingen            | 7.131                | 29,36            |
| 6   | Ispringen           | 5.979                | 8,21             |
| 7   | Kämpfelbach         | 6.208                | 13,64            |
| 8   | Keltern             | 9.006                | 29,83            |
| 9   | Kieselbronn         | 2.990                | 8,63             |
| 10  | Königsbach-Stein    | 9.772                | 33,72            |
| 11  | Mönsheim            | 2.680                | 16,78            |
| 12  | Neuhausen           | 5.307                | 29,76            |
| 13  | Neulingen           | 6.615                | 23,38            |
| 14  | Niefern-Öschelbronn | 11.857               | 22,02            |
| 15  | Ölbronn-Dürrn       | 3.429                | 15,64            |
| 16  | Ötisheim            | 4.819                | 14,27            |
| 17  | Remchingen          | 11.713               | 24,06            |
| 18  | Sternenfels         | 2.775                | 17,32            |
| 19  | Straubenhardt       | 10.765               | 33,08            |
| 20  | Tiefenbronn         | 5.293                | 14,79            |
| 21  | Wiernsheim          | 6.442                | 24,62            |
| 22  | Wimsheim            | 2.687                | 8,06             |
| 23  | Wurmberg            | 3.014                | 7,36             |

Wspólnoty administracyjne:
| Lp. | Nazwa wspólnoty administracyjnej | Ludność (31.12.2010) | Powierzchnia km² | Liczba gmin |
| --- | -------------------------------- | -------------------- | ---------------- | ----------- |
| 1   | Maulbronn                        | 9.286                | 42,76            | 2           |
| 2   | Mühlacker                        | 30.188               | 68,59            | 2           |
| 3   | Neuenbürg                        | 11.778               | 43,36            | 2           |

Związki gmin:
| Lp. | Nazwa związku gmin | Ludność (31.12.2010) | Powierzchnia km² | Liczba gmin |
| --- | ------------------ | -------------------- | ---------------- | ----------- |
| 1   | Heckengäu          | 23.891               | 79,58            | 6           |
| 2   | Kämpfelbachtal     | 20.465               | 55,39            | 3           |
| 3   | Neulingen          | 13.034               | 47,47            | 3           |
| 4   | Tiefenbronn        | 10.600               | 44,55            | 2           |